# Rachela Fiszel
Rachela Fiszel, född före 1496, död efter 1519, var en polsk bankir. Hon var hovjude (kunglig bankir) åt kungen av Polen cirka 1496–1519. 
Hon var gift med hovjuden Mojżesz. Efter sin makes död 1496 tog hon över hans bankverksamhet och ställning som hovjude och fordringsägare till kungen. Hon var bankir till Aleksander Jagiellończyk, Kazimierz Jagiellończyk, Jan Olbracht och Zygmunt Stary. Hon fick 1504 tillstånd att bosätta sig i Krakow. Hon blev svärmor till forskaren Jakub Polak. 